# Cheilotrichia (Empeda) tumidistyla
Cheilotrichia (Empeda) tumidistyla is een tweevleugelige uit de familie steltmuggen (Limoniidae). De soort komt voor in het Oriëntaals gebied.